# کوارتیرا
کوارتیرا (به پرتغالی: Quarteira) یک پریش در پرتغال است که در لوله واقع شده‌است.

## خصوصیات
کوارتیرا ۲۱٬۷۹۸ نفر جمعیت دارد.